# Pittsfield (Massachusetts)
Pittsfield város az USA Massachusetts államában, Berkshire megyében, melynek megyeszékhelye is. Lakosainak száma 43 927 fő (2020. április 1.).

## Népesség
A település népességének változása:
| Lakosok száma | 1992 | 44 737 | 43 927 |
|               | 1790 | 2010   | 2020   |